# 하우스푸어
하우스푸어는 '집을 보유한 가난한 사람' 혹은 ‘집 가진 빈민’을 지칭하는 말로 대출을 받아 집을 장만했으나 주택가격 하락 등으로 빚을 지거나 손해를 본 사람을 지칭하는 말이다.
민간과 정부에서 보는 하우스푸어의 정의가 약간씩 다르며, 따라서 숫자도 크게 차이가 난다. 다시 말하자면 정확한 숫자를 파악하지 못하고 있다는 것이다.

## 같이 보기
- 노동 빈곤층